# Processa coutieri
Processa coutieri är en kräftdjursart som beskrevs av Giuseppe Nobili 1904. Processa coutieri ingår i släktet Processa och familjen Processidae. Inga underarter finns listade i Catalogue of Life.